# Nederlandse kampioenschappen schaatsen afstanden 2003 - 500 meter vrouwen
De 500 meter vrouwen op de Nederlandse kampioenschappen schaatsen afstanden 2003 werd in november 2002 in De Vechtsebanen in Utrecht verreden, waarbij zestien deelneemsters startten.
Titelverdedigster was Marianne Timmer die de titel pakte tijdens de NK afstanden 2002. Zij prolongeerde haar titel.

## Uitslag
| #      | Schaatsster         | Tijd    |
| ------ | ------------------- | ------- |
| Goud   | Marianne Timmer     | 1.19,95 |
| Zilver | Renate Groenewold   | 1.20,59 |
| Brons  | Annamarie Thomas    | 1.21,04 |
| 4      | Marieke Wijsman     | 1.21,93 |
| 5      | Tijn Ponjee         | 1.22,01 |
| 6      | Andrea Nuyt         | 1.22,46 |
| 7      | Wieteke Cramer      | 1.22,82 |
| 8      | Sandra 't Hart      | 1.22,84 |
| 9      | Yvonne Leever       | 1.23,59 |
| 10     | Mariska Huisman     | 1.23,94 |
| 11     | Frouke Oonk         | 1.24,04 |
| 12     | Els Murris          | 1.24,10 |
| 13     | Dianne Kootstra     | 1.24,38 |
| 14     | Maurine Kroon       | 1.25,18 |
| 15     | Marja van der Werf  | 1.25,35 |
| 16     | Willeke van Benthem | 1.25,38 |

Uitslag op
1987 · 
1988 · 
1989 · 
1990 · 
1991 · 
1992 · 
1993 · 
1994 · 
1995 · 
1996 · 
1997 · 
1998 · 
1999 · 
2000 · 
2001 · 
2002 · 
2003 · 
2004 · 
2005 · 
2006 · 
2007 · 
2008 · 
2009 · 
2010 · 
2011 · 
2012 · 
2013 · 
2014 · 
2015 · 
2016 · 
2017 · 
2018 · 
2019 · 
2020 · 
2021 · 
2022 · 
2023 · 
2024 · 
2025